# 弗拉尼亚克
弗拉尼亚克（法語：Flagnac，法語發音：[flaɲak]）是法国阿韦龙省的一个市镇，属于鲁埃格自由城区。

## 地理
弗拉尼亚克（44°36'27"N, 2°15'4"E）面积12.93 平方千米，位于法国奧克西塔尼大區阿韦龙省，该省份为法国南部内陆省份，位于法國中央高原南部，北起顺时针与康塔爾省、洛泽尔省、加尔省、埃罗省、塔恩省、塔恩-加龙省和洛特省接壤。
与弗拉尼亚克接壤的市镇（或旧市镇、城区）包括：阿尔蒙莱瑞尼、德卡兹维尔、菲尔米、利维纳克莱奥、圣帕尔泰姆、圣桑坦。

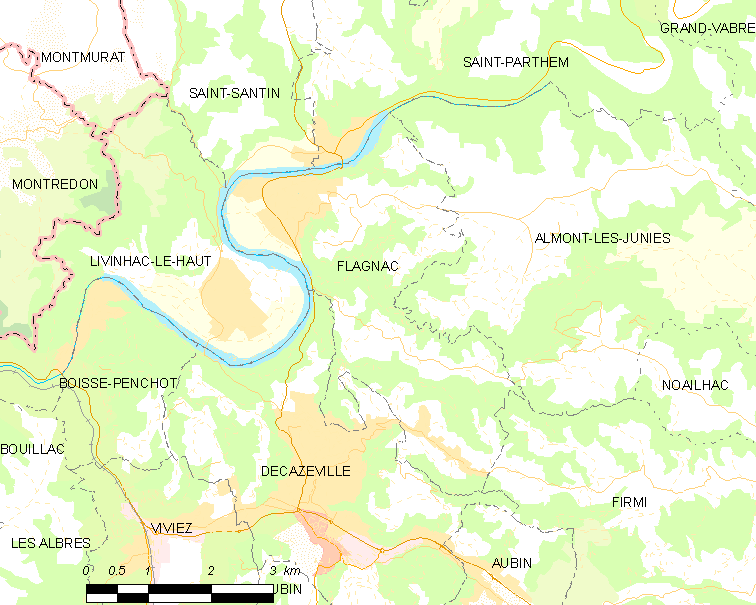
弗拉尼亚克的OSM定位图

弗拉尼亚克的时区为UTC+01:00、UTC+02:00（夏令时）。

## 行政
弗拉尼亚克的邮政编码为12300，INSEE市镇编码为12101。

## 政治
弗拉尼亚克所属的省级选区为洛特-杜尔杜县。

## 人口

1962-2008年间弗拉尼亚克人口变化图示

弗拉尼亚克于2022年1月1日时的人口数量为1081人。